# Silahdar Damat Ali Pascià
Silahdar Damat Ali Pascià (İznik, 1667 – Petrovaradin, 5 agosto 1716) fu un militare ed il gran Visir dell'Impero ottomano.

## Biografia
Silahdar Damat Ali Pascià, il cui vero nome era Şehit Ali Pascià, cominciò la sua carriera politica sotto il Sultano ottomano Ahmed II, di cui fu kātib (Segretario del Sultano), Rikabdar (Staffiere del Sultano), Čukadar (Guardarobiere del Sultano) e Silahdar (Incaricato delle armi del Sultano).

La sua influenza crebbe sotto Ahmed III, che lo nominò visir. Sposò la figlia del sultano, Fatma Sultan, nel maggio 1709 (da cui gli venne l'appellativo di damat, "promesso sposo, fidanzato"), rivelandosi uno dei migliori Gran Visir dell'Impero ottomano.
Quando il Gran Visir Hoca İbrahim Pascià venne condannato a morte per aver tentato di ucciderlo, fu nominato al suo posto Gran Visir (27 aprile 1713). Firmò con la Russia il Trattato di Adrianopoli che fissò il confine sui fiumi Samara e Oril' (5 giugno 1713). Poi cominciò la campagna di Morea contro i Veneziani. 

Nel 1715 riconquistò vari luoghi del Peloponneso veneziano: Napoli di Romania, Argo, Corone, Modone e Malvasia e, a Creta, La Suda e Spina Longa.
Nel 1716 fu sconfitto dal generale imperiale Principe Eugenio di Savoia nella battaglia di Petervaradino (5 agosto del 1716) e vi trovò la morte a causa di un proiettile vagante. Fu sepolto a Belgrado.